# Prophétie de Syméon

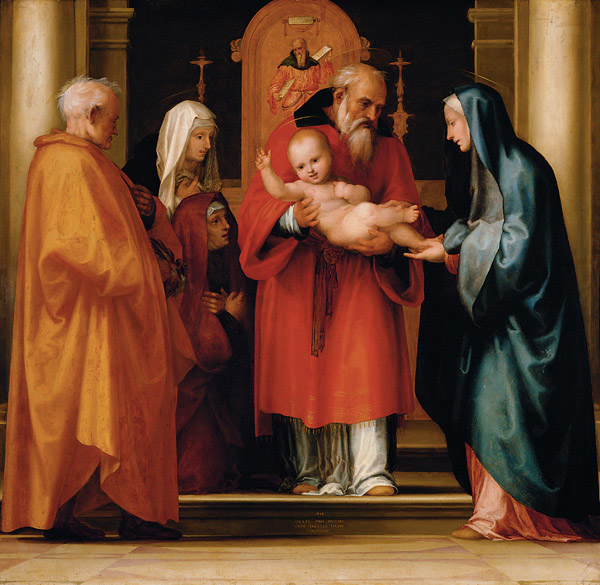
Présentation de Jésus au Temple par Fra Bartolomeo, 1516.

La prophétie de Syméon est une annonce prophétique faite par Syméon à Marie, lors de la présentation de Jésus au Temple de Jérusalem, telle que rapportée dans le texte biblique de l'Évangile selon Luc.

## Texte
Passage de l'Évangile selon Luc, un des quatre évangiles canoniques inclus dans le Nouveau Testament, dans la Bible :

« Syméon les bénit, puis il dit à Marie sa mère : « Voici que cet enfant provoquera la chute et le relèvement de beaucoup en Israël. Il sera un signe de contradiction – et toi, ton âme sera traversée d’un glaive – : ainsi seront dévoilées les pensées qui viennent du cœur d’un grand nombre. » »

— Lc 2, 34-35

## Contexte
Selon l'Évangile de Luc, Syméon est un « homme juste et religieux » qui avait reçu de l'Esprit Saint l'assurance qu'il verrait le Christ avant de mourir. Au moment où Marie et Joseph, les parents de Jésus, amènent leur nouveau-né au temple de Jérusalem pour le rite de la présentation conformément à la loi juive, Syméon s'y rend également, poussé par l'Esprit Saint.
Syméon prend alors dans ses bras l'Enfant Jésus qu'il reconnait comme étant le sauveur attendu et dit une courte prière d'action de grâce connue comme le cantique de Syméon. Il adresse ensuite à Marie une prophétie dont la première partie concerne Jésus, et la deuxième partie Marie elle-même.

## Dans la tradition chrétienne
Dans la tradition chrétienne, la prophétie de Syméon est l'annonce de la grande souffrance que Marie ressentira lorsque son fils subira la Passion et la Crucifixion. L'Évangile selon Jean est le seul des évangiles canoniques à mentionner la présence de Marie lors de la Passion, au pied de la Croix :

« Près de la croix de Jésus se tenaient sa mère et la sœur de sa mère, Marie, femme de Cléophas, et Marie Madeleine. Jésus, voyant sa mère, et près d’elle le disciple qu’il aimait, dit à sa mère : « Femme, voici ton fils. » Puis il dit au disciple : « Voici ta mère. » Et à partir de cette heure-là, le disciple la prit chez lui. »

— Jn 19, 25-27
L'hymne mariale du Stabat Mater est très explicite sur la douleur ressentie par Marie lors de la Passion et de la Crucifixion et reprend les termes de la prophétie : « Alors, son âme gémissante, toute triste et toute dolente, un glaive la transperça ». 
L'encyclique Munificentissimus Deus reprend la prophétie de Siméon en proclamant le dogme de l'Assomption. Selon Jean-Paul II, la prophétie de Siméon est comme une « seconde annonciation » (encyclique Redemptoris Mater).
La prophétie de Syméon est la première des sept douleurs de Marie, sur lesquelles méditent les chrétiens lorsqu'ils prient Notre-Dame des Douleurs.